# Joana Borges
Joana Graziotti Borges (Vitória, Espírito Santo, 4 de setembro de 1994) é uma atriz brasileira. 

## Biografia
Joana inicialmente, dos sete aos doze anos foi ginasta olímpica, mas depois que se formou, resolveu fazer faculdade de jornalismo, área em que se formou em 2016, mas atuou por meses. No mesmo ano passou em um teste e estreou na telenovela Rock Story, interpretando Luana. A novela acabou em 2017 e Joana seguiu até o final. O papel lhe deu créditos na Rede Globo, e logo depois, no ano seguinte fez uma participação em Deus Salve o Rei, mas logo foi chamada para interpretar Verena, na série/telenovela que lhe rendeu o Prêmio Nelson Rodrigues de Melhor Atriz, Malhação - 26ª temporada.

## Filmografia

### Televisão
| Ano     | Título                      | Personagem  | Notas             |
| ------- | --------------------------- | ----------- | ----------------- |
| 2016    | Rock Story                  | Luana       | [ 2 ] [ 3 ] [ 4 ] |
| 2018    | Deus Salve o Rei            | Tila        | [ 5 ]             |
| 2018–19 | Malhação                    | Verena Dias | Temporada 26      |
| 2023    | Betinho - No Fio da Navalha | Ana Paula   |                   |

## Prêmios e indicações
| Ano  | Prêmio                  | Categoria            | Trabalho                    | Resultado | Ref.   |
| ---- | ----------------------- | -------------------- | --------------------------- | --------- | ------ |
| 2018 | Prêmio Nelson Rodrigues | Melhor Tema Abordado | Malhação: Vidas Brasileiras | Venceu    | [ 12 ] |

## Ligações Externas
- Joana Borges. no IMDb.
- Joana Borges no Instagram